# Islands (King Crimson-album)
Islands är det fjärde albumet av gruppen King Crimson, utgivet 1971 på skivbolaget Atlantic Records. Utmärkande för detta album är bland annat Mel Collins flöjt och saxofonspel.

## Låtlista
1. "Formentera Lady"  (Fripp/Sinfield) - 10:18
2. "Sailor's Tale"  (Fripp) - 7:29
3. "The Letters"  (Fripp/Sinfield) - 4:29
4. "Ladies of the Road"  (Fripp/Sinfield) - 5:34
5. "Prelude: Song of the Gulls"  (Fripp) - 4:14
6. "Islands"  (Fripp/Sinfield) - 11:51